# Agnelli (famiglia mantovana)

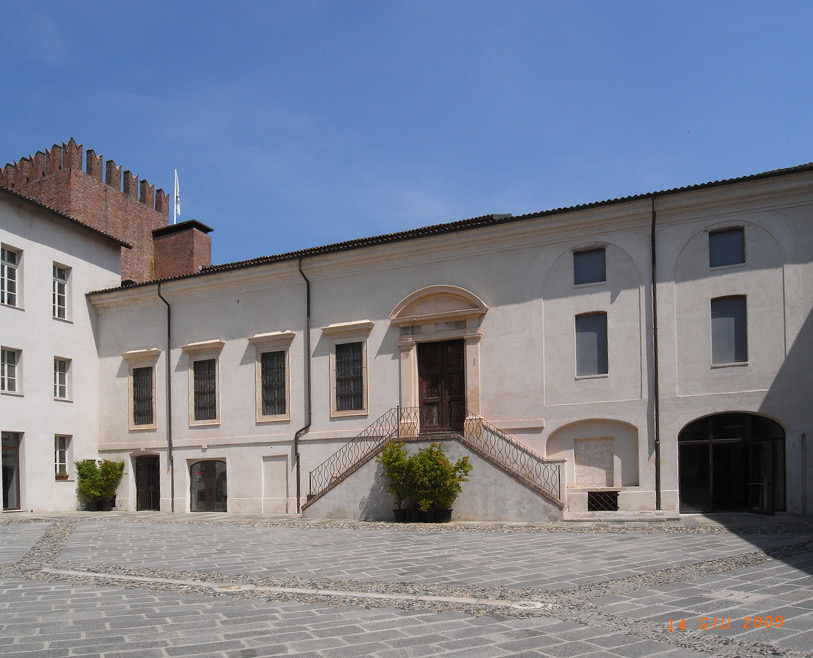
Castello del Monferrato (Casale Monferrato) appartenuto alla famiglia Agnelli Campese delMonferrato

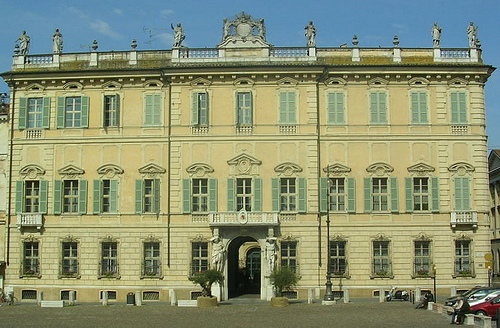
Mantova, Palazzo Bianchi appartenuto alla famiglia Agnelli

Del Monferrato, Agnelli Campesefu una nobile famiglia di Mantova, dapprima conti poi marchesi (1638 - 1802) sotto il Ducato di Mantova e del Monferrato.

## Storia
Il capostipite fu Agnellus judex et patronus Matuae qui floruit an. circa 1180, proveniente dal Granducato di Pisa.
La famiglia, dedita all'attività latifondista, trovò dimora in seguito presso i Gonzaga sin dalla fine del XII secolo. Acquistò nelle generazioni sempre più prestigio sotto la corte del Ducato di Mantova occupando anche ruoli importanti non solo sul piano politico ma soprattutto su quello ecclesiastico; furono difatti le posizioni di potere in Santa Romana Chiesa di alcuni dei personaggi di questa famiglia a far sì che, agli inizi del XVII secolo, la contea divenne marchesato per onorificenza, direttamente dalla volontà della stessa duchessa Maria Gonzaga.
Fino al 1700 i Marchesi Agnelli Campese del Monferrato amministrarono il territorio piemontese per mano della sovranità dei Gonzaga-Nevers (1631-1708); di seguito il marchesato passo sotto il dominio del Ducato di Savoia, per poi essere definitivamente ceduto alla famiglia reale Sabauda con la nascita del Regno di Sardegna (XIX secolo).
Dimore di particolare valore artistico sono appartenute a questa famiglia; esemplari sono il Palazzo Vescovile di Mantova (Palazzo Bianchi) e alcune delle più sfarzose residenze piemontesi, una delle quali il Castello del Monferrato a Casale Monferrato.

## Personaggi illustri
- Vincenzo Agnello Suardi (1582-1644), vescovo di Alba nel 1616 e quindi di Mantova nel 1620
- Lepido Agnelli Campese Suardi (XVI secolo), conte al servizio dei Gonzaga di Mantova
- Scipione Agnelli Maffei (1586-1653), marchese e vescovo (nel 1624) di Casale Monferrato[5], ambasciatore onorario dei Gonzaga

Nel 1638 la duchessa Maria Gonzaga, reggente del ducato di Mantova e del Monferrato, conferì alla famiglia il titolo di marchesi. Portarono il titolo di Conti di Castelletto Molina (1600-1664).
Il titolo nobiliare e il possesso dei latifondi si estinsero nel 1946 a seguito della caduta del regime fascista e la nascita della repubblica Italiana.  I palazzi Mantovani e i possedimenti piemontesi del Monferrato andarono di volta in volta ceduti e annessi alle proprietà demaniale italiane fatta eccezione di alcune dimore storiche tutt’oggi di patrimonio del ramo della famiglia Piemontese.

## Arma
Inquartato: al 1° e 4° d'azzurro, all'agnello d'argento, ritto; al 2° e 3° troncato d'oro e d'argento, con la fascia di rosso sulla partizione, carica di tre stelle d'argento o d'oro.

Alias: D'azzurro, all'agnello rampante d'argento.
Lo stemma araldico della famiglia ha avuto nei secoli alcune variazioni nella simbologia; in primo luogo in onore alle origini pisane la contea possedeva in effigie sul proprio scudo il giglio Mediceo su sfondo rosso e bianco (emblema dei Gonzaga), in un secondo luogo invece furono aggiunte le onorificenze e l'appartenenza al territorio monferrino (aquila reale su campo rosso), nonché il marchesato e i riconoscimenti di Santa Romana Chiesa.